# Jamshedji Tata
Jamshedji Tata (Navsari, 3 marzo 1839 – Bad Nauheim, 19 maggio 1904) è stato un imprenditore indiano, pioniere dell'industria moderna. È nato a Navsari, nel Gujarat. Fondò quello che sarebbe diventato in seguito il Tata Group. Jamsetji Tata è considerato il padre dell'industria indiana.

## Biografia
Jamshedji Tata nasce da Nusserwanji e Jeevanbai Tata il 3 marzo 1839 a Navsari, una cittadina nel Sud del Gujarat. Nusserwanji Tata era il primo uomo d'affari di una famiglia di sacerdoti Parsi Zoroastriani. Si trasferisce a Bombay e si dedica al commercio. Jamshedji lo seguì a Bombay, dove si iscrisse al Elphinstone College, a 14 anni. Ancora studente, sposa Hirabai Daboo. Completa i suoi studi presso il college nel 1859 e si unisce all'azienda del padre, in un periodo difficile per l'India, visto che nel 1857 la prima rivolta d'indipendenza indiana era appena stata soffocata dal governo britannico.
Jamshedji lavora nell'azienda del padre fino a 29 anni. Nel 1868 fonda una società commerciale con un capitale iniziale di 21 000 RS. Nel 1869 acquista un frantoio fallito a Chinchpokli e lo trasforma in un cotonificio, ribattezzandolo Alexandra Mill. Lo vende due anni dopo ricavandone un'ingente somma di denaro. Quindi fonda un cotonificio a Nagpur nel 1874 e il 1º gennaio 1877, quando la Regina Vittoria viene proclamata Imperatrice delle Indie, lo chiama Empress Mill.
Nei trent'anni successivi, fino alla morte avvenuta nel 1904, Jamshedji getta le basi per la fondazione del Tata Group come lo conosciamo oggi. Si dedica a portare a termine quattro delle sue idee chiave: realizzare una società produttrice di ferro e acciaio, una scuola di fama mondiale, un albergo e un impianto idroelettrico.

## I quattro sogni
Le fondamenta gettate da Jamshedji e il duro lavoro dei suoi successori garantirono il successo delle quattro idee, che oggi sono soggetti importanti nei rispettivi settori:
- Tata Steel (già TISCO, acronimo di Tata Iron and Steel Company Limited) la più grande società privata produttrice d'acciaio in India e in Asia, con 4 milioni di tonnellate annue;
- il Tata Institute of Fundamental Research, fondato dal fisico Homi J. Bhabha, questi si era avvicinato a J. Tata chiedendogli aiuto per la creazione di un centro di ricerca, poi realizzato nel 1945;
- la Tata Power Company Limited, la più grande azienda privata indiana nel settore della produzione di energia, con una capacità superiore ai 2300 MW;
- il Taj Mahal Hotel, sito nel distretto di Colaba, a Bombay, costato 42 milioni di rupie (circa 11 miliardi di rupie del 2010) e completato il 16 dicembre 1903.